# Эванс, Кэдел
Кэдел Ли Эванс (англ. Cadel Lee Evans, род. 14 февраля 1977 года в Кэтрин, Северная территория, Австралия) — австралийский профессиональный велогонщик, наиболее известный своей победой на Тур де Франс 2011 года. Первый в истории австралиец, победивший на Тур де Франс.

## Биография
Перед тем, как стать шоссейным велогонщиком в 2001 году, Эванс выступал на маунтинбайках, выиграл Кубки мира 1998 и 1999 годов, а также занял 7-е место в кросс-кантри на горном велосипеде на Олимпийских играх 2000 года в Сиднее (4 годами ранее на Играх в Атланте Эванс в этой же дисциплине был 9-м).
В 2007 и 2008 годах финишировал вторым в генеральной классификации Тур де Франс и стал первым австралийцем, который выиграл UCI ProTour.
Выиграл групповую гонку 27 сентября 2009 года на чемпионате мира в Мендризио, Швейцария (проводимого под эгидой UCI), став первым представителем Австралии, завоевавшим титул чемпиона мира в групповой гонке среди профессионалов.
В июле 2011 года Кэдел стал победителем престижной веломногодневки Тур де Франс, опередив в генеральной классификации на 1 минуту и 43 секунды Анди Шлека из Люксембурга.
С 2005 женат на итальянской пианистке и учительнице музыки Кьяре Пассерини. В январе 2012 года пара усыновила мальчика Робеля  (род. 17.10.2010). В 2015 Эванс и Пассерини расстались. Своё имя Кэдел, чья прабабушка родом из Уэльса, получил в честь королей Уэльса IX-X веков Кэделлов (Каделл ап Элисед, Кинген ап Каделл).
С 2015 года встречается со Стефанией Зандонеллой, лыжным инструктором из Италии. У пары двое сыновей Эйдан (род. 14 января 2019) и Блейк (род. 7 октября 2020).